# 仁德教會
仁德教會是臺灣基督長老教會的教會之一，位於臺南市仁德區。該教會原稱「後壁厝教會」，是在正式成為臺南市東門教會的支會後，才改稱「仁德教會」。

## 沿革
當地信眾曾春盛是後壁厝一帶早期接受基督教的信徒，原本是前往太平境教會禮拜，而後分設出東門教會後，因為距離較近，曾春盛改前往東門教會禮拜並成為東門教會的第一代信徒。這時期，後壁厝一帶也有曾石龜、王瓶、王隼等人及其家族成為信徒，另外還有從外地遷入的許奢醫師展開醫療傳道。
1936年10月4日（該月第一個星期日），東門教會在後壁厝開設「後壁厝佈道所」，佈道所便設在許奢醫師的宅第。五年後，信徒們租下西側的房舍繼續禮拜，後來因為建築老朽，佈道所又遷回許醫師宅第。
二次大戰後，信徒們在1950年向仁德鄉公所買下新店舖作為禮拜堂，東門教會並正式前來主持獻堂儀式。日後隨著信徒增多，空間逐漸不敷使用。這時新化教會的長老梁許春菊在得知此事之後，遂奉獻土地給仁德教會以興建新的禮拜堂。1953年10月17日，仁德教會舉行建堂破土感恩禮拜。仁德教會則在1956年11月23日遷入新禮拜堂。
1965年，仁德教會在臺南中會的會議中，正式升格為堂會，同年動工重建，並在次年（1966年）完工。

## 外部連結
- 仁德教會 （页面存档备份，存于）